# Apsny 67
Apsny 67 (abchazsky: Апсны 67) je abchazská popová hudební skupina, jež byla založena v roce 1967. Odkud pochází její název. Skupina byla založena třemi lidmi: abchazským národním umělcem Š. A. Vardanijou, hudebním skladatelem a uměleckým ředitelem souboru Jurijem Gerijou a zasloužilým umělcem Abcházie arménského původu Robertem Mitichyanem.
Kapela zůstala léta v nezměněné sestavě, časem bylo ale obsazení změněno. Dnešní složení kapely je následující: Nodar Sagar, Rafik Gagulija, Gennadij Bebija, Arkadij Krija a Ljudmila Gumbová. Poslední jmenovaná v kapele funguje jako sólová zpěvačka a též skladatelka písní, kterých má v repertoáru přibližně stovku.
V roce 2007 vydala kapela v Moskvě kompilát Best of ve formě Zlaté desky.